# Enantiomer

Enantiomery alaninu

Enantiomery (nebo také optické antipody) jsou dvě chemické látky, které mají stejný sumární i strukturní vzorec, prostorové uspořádání jejich molekuly jsou však zrcadlové obrazy, tedy je nelze ztotožnit pomocí libovolného posunutí nebo otočení, a označují se proto jako vzájemně enantiomorfní. Podobné vlastnosti mají například pravá a levá ruka živočichů. Jedná se o opticky aktivní látky schopné stáčet rovinu polarizace světla.
Většinou obsahují jeden nebo více chirálních atomů (zpravidla čtyřvazných atomů uhlíku, který každou ze svých vazeb váže jinou skupinu). Enantiomery mají vzájemně opačnou konfiguraci na všech chirálních centrech, liší-li se jen na některých, jde o diastereomery (dva diastereomery nejsou vzájemně zrcadlovým obrazem). Obecnější název pro skupinu látek, které se liší ve svém prostorovém uspořádání, jsou stereoizomery.

## Názvosloví
V případě sacharidů a aminokyselin se enantiomery rozlišují prefixem L a D. Existuje též značení (+) a (−) odvíjející se od směru stáčení roviny polarizovaného světla látkou, není však doporučené v systematických názvech, protože přímo nesouvisí s konfigurací (strukturou).
V systematickém názvosloví se enantiomery (obecně diastereomery) rozlišují sadou deskriptorů chirálních atomů, R a S. Při pojmenovávání konkrétní látky nejprve označíme substituenty vycházející ze středu chirality čísly podle rostoucí důležitosti. Platí, že důležitost je dána relativní atomovou hmotností prvku, který se přímo váže na střed chirality. Pokud se na chirální uhlík váže více substituentů atomem stejného prvku a nemůžeme se tak rozhodnout o důležitosti hned v prvním kole, připočteme k relativní atomové hmotnosti prvního atomu substituentu všechny bezprostředně vázané atomy. Tak postupujeme dále, dokud se nedokážeme přesně rozhodnout, který ze substituentů je důležitější. Pokud z atomu vychází dvojná vazba (např. na kyslík), počítáme s tím, jako by tu byly atomy dva. Po očíslování substituentů vycházejících ze středu chirality začneme u atomu nebo skupiny s číslem 1. Pokud se důležitější ze sousedních substituentů nachází napravo od tohoto atomu, označíme látku jako R, pokud je nalevo, jedná se o S.

## Vlastnosti
Základní fyzikální vlastností, kterou se optické izomery liší a která jim také dala název, je optická aktivita, tedy rozdílné stáčení roviny polarizovaného světla při průchodu látkou.
Chemickými vlastnostmi se optické izomery většinou příliš neliší. Optické izomery se také mohou vyznačovat odlišnými senzorickými vlastnostmi. Např. D-limonen má příjemnou pomerančovou vůni, L-limonen je cítit po terpentýnu.

## Biologický význam
Všechny aminokyseliny kromě glycinu a všechny sacharidy kromě dihydroxyacetonu tvoří enantiomery.
Přestože se chemickými vlastnostmi enantiomery zásadně neliší, mnoho biologických a biochemických procesů klade důraz na stereoselektivitu. V živé hmotě se většinou nachází základní organické stavební látky (aminokyseliny, sacharidy) jen s jednou možnou konfigurací. Např. prakticky všechny aminokyseliny jsou v bílkovinách v L formě. Rozdílné optické izomery proto mohou rozdílně interagovat s enzymy, jejich účinky na živý organismus jsou tedy obecně odlišné. Z tohoto důvodu je i v některých metabolických procesech aktivní pouze jedna forma chemických látek s optickou izomerií. Známým příkladem je vitamín C, L forma kyseliny askorbové.

### Rozdílné účinky enantiomerů některých látek
Někdy jsou biologicky aktivní obě formy, ale způsob zapojení do metabolických procesů a tedy i vliv na organismus se mohou velmi významně lišit; záměna forem může mít i fatální následky. Např. u thalidomidu, účinné látky z léku prodávaného mezi roky 1957 a 1961 v téměř 50 zemích jako antiemetikum proti těhotenským nevolnostem, má R enantiomer žádoucí účinek, zatímco S enantiomer je teratogenní. Pokud je ale podán pouze jeden enantiomer, později lze v krevním séru najtít oba, jelikož přirozeně in vivo racemizuje; látka tak není považována za bezpečnou pro ženy v produktivním věku a i v ostatních případech je její používání pod přísným dohledem.
Mnoho psychotropních látek má různou aktivitu či účinnost v závislosti na izomerech, například amfetamin se často dodává jako racemická směs, přestože dextroamfetamin je aktivnější. Podobná situace je u metadonu, kde je jeden z izomerů opioidovým antagonistou, zatímco druhý je antagonistou NMDA.
U ibuprofenu má protizánětlivé účinky pouze jeden enantiomer, zatímco druhý je biologicky neúčinný. Obdobně je S stereoisomer citalopramu mnohem reaktivnější než R enantiomer.
Konfigurační stabilita léčiv je z těchto důvodů předmětem zájmu ve farmaceutickém výzkumu. Tvorba a analýza enantiomerů ve farmaceutickém průmyslu se studuje v oblasti chirální organické syntézy.